# Арменски гущер
Арменският гущер (Darevskia armeniaca) е вид влечуго от семейство Същински гущери (Lacertidae). Видът не е застрашен от изчезване.

## Разпространение и местообитание
Разпространен е в Азербайджан, Армения, Грузия и Турция. Внесен е в Украйна.
Обитава скалисти райони, степи, крайбрежия, плажове и езера.

## Описание
Популацията на вида е стабилна.